# Wilhelm Zais (Politiker, 1798)

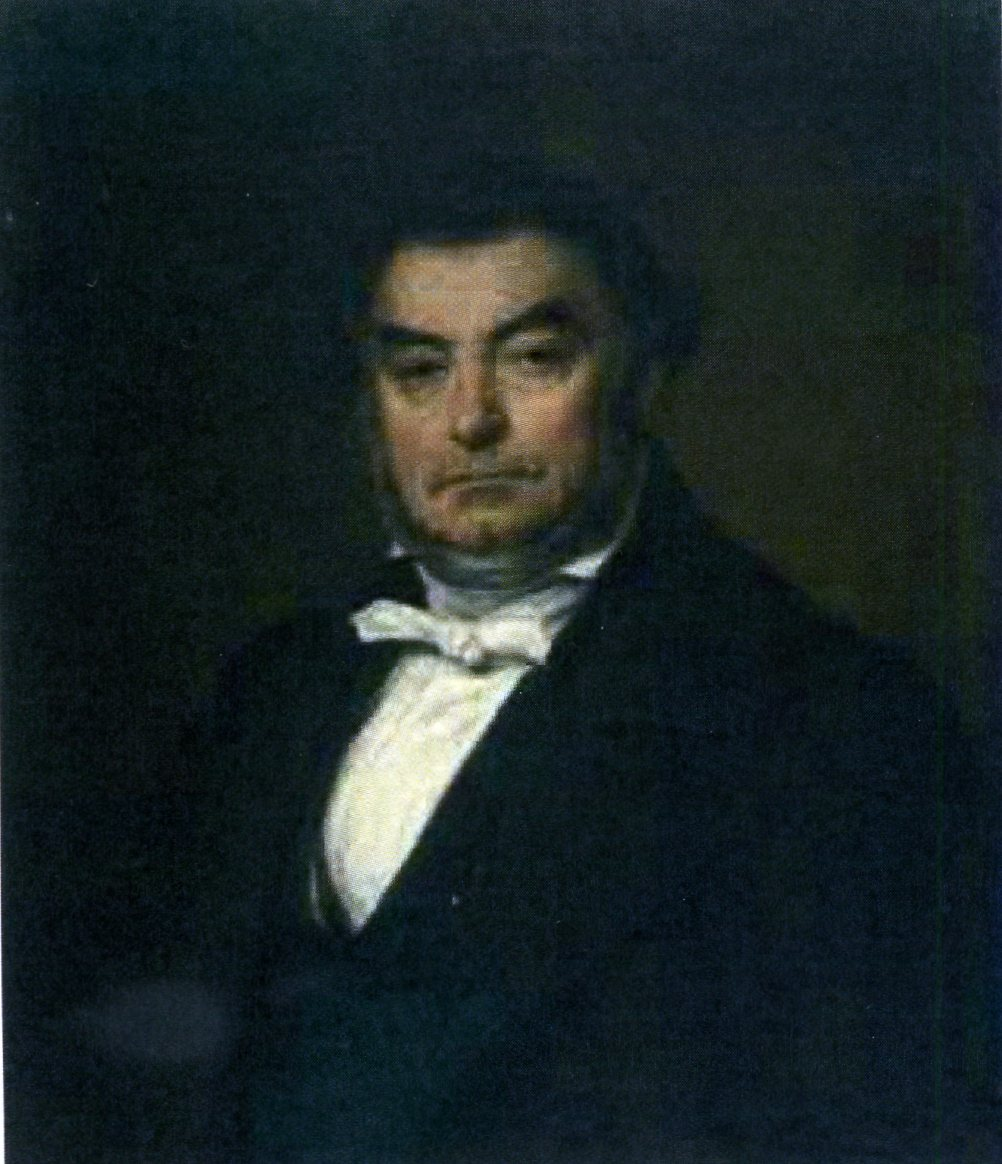
Wilhelm Zais, gemalt um 1850 durch Benjamin Orth

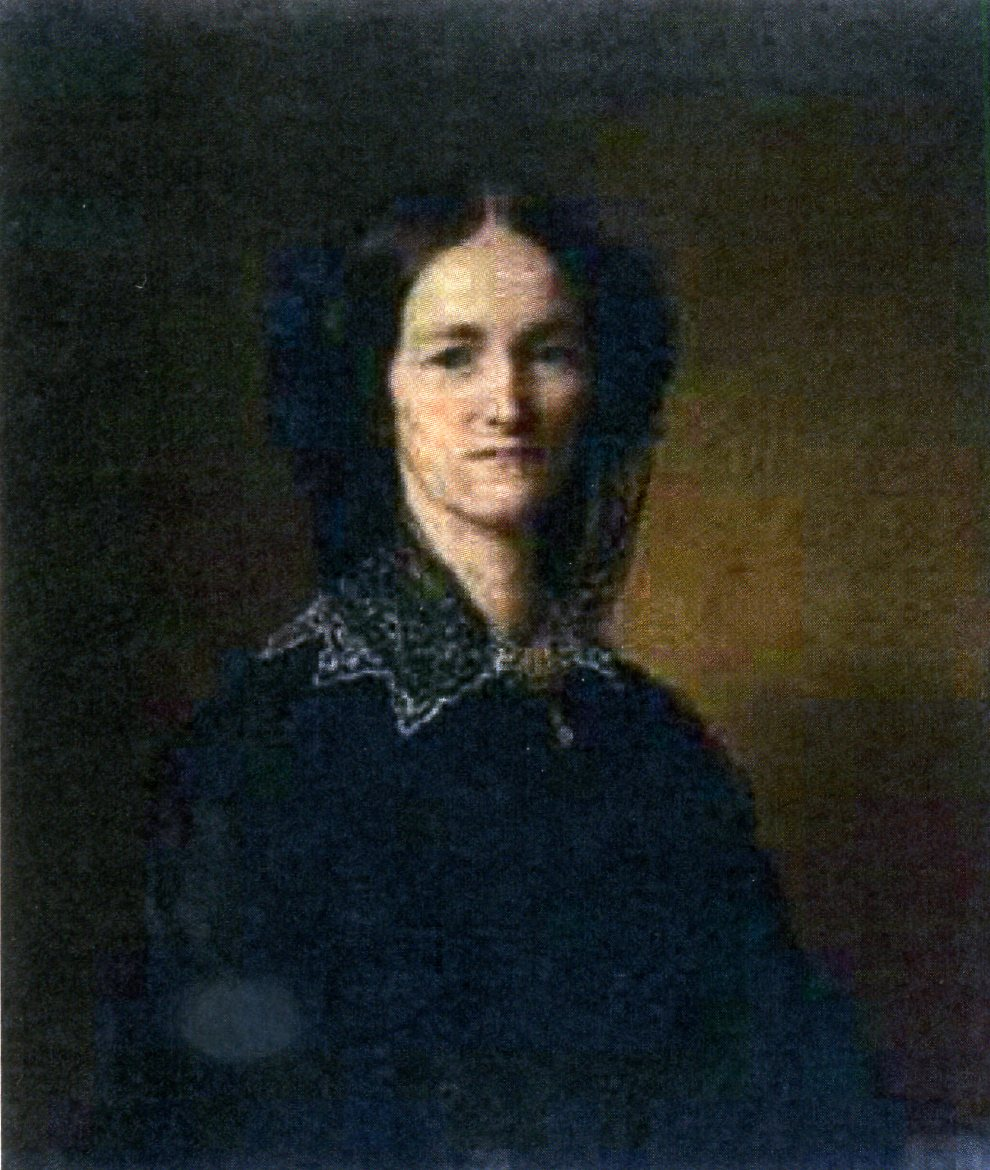
Adolphine Zais

Wilhelm Zais (* 4. Februar 1798 in Stuttgart; † 16. Januar 1861 ebenda) war ein deutscher Arzt, Hotelier und liberaler nassauischer Landtagsabgeordneter.

## Leben
Wilhelm Zais besuchte das Gymnasium in Wiesbaden (gemäß Rösner in Mainz). Im Jahre 1817 begann Wilhelm Zais in Tübingen sein Studium, von wo er jedoch nach kaum einjährigem Verweilen zur Stütze seiner Mutter und um den angefangenen Bau des Badhaus und Hotel „Vier Jahreszeiten“ zu vollenden nach Wiesbaden zurückberufen wurde. Er studierte an der Universität Bonn Medizin und schloss das Studium im Wintersemester 1821/22 ab. Während seines Studiums wurde er 1819 Mitglied der Alten Tübinger Burschenschaft Germania. Nach der praktischen Ausbildung legte er am 5. November 1823 in Wiesbaden die Staatsprüfung ab, wurde anschließend zum Dr. med. promoviert und war ab 1824 als Arzt in Wiesbaden tätig. 1825 reiste er über Paris, Brüssel, London und Amsterdam, um sich fortzubilden. 1827 wurde er Medizinalakzessist in Wiesbaden. 1831 rief er zur gegenseitigen Hilfeleistung beim Ausbruch der Cholera auf. Er veröffentlichte einen Krankheitsfall, indem durch Bauchschnitt entbunden und die Mutter gerettet werden konnte. Er wurde 1840 zum Geheimen Medizinalrat in Wiesbaden ernannt.
Daneben betrieb er seit 1837 als Hotelier das von seinem Vater errichtet Luxushotels „Vier Jahreszeiten“ und trug in beiden Funktionen zur Förderung der Kur bei. Im Hotel wurde Politik gemacht, aber es wurden auch die Künste gefördert. So wurde am 29. März 1858 in einer Soireé das Streichquartett Nr. 2 0p. 90 von Joachim Raff uraufgeführt. Alle, die in Europa Rang und Namen hatten, besuchten dieses Hotel, hier seien für das ganze Spektrum der Besucher nur Sissi, der Zar und Richard Wagner erwähnt. Der Taunus-Zeitung vom 10. März 1884 können wir entnehmen, dass die Kaiserin von Österreich ab 10. März mit Erzherzogin Valerie nebst stattlichem Hofstaat in rund sechzig Zimmern des Hotels „Vier Jahreszeiten“ logierte. Beim Abschied am 10. April erhielt der Hotelbesitzer Zais einen prachtvollen Ring übereignet, den die Namenschiffre der Kaiserin mit einer Krone und Brillanten sowie der in Gold getriebene Adler schmückt. Weiter erhielten das Personal teils Brillantringe, teils Geldgeschenke.

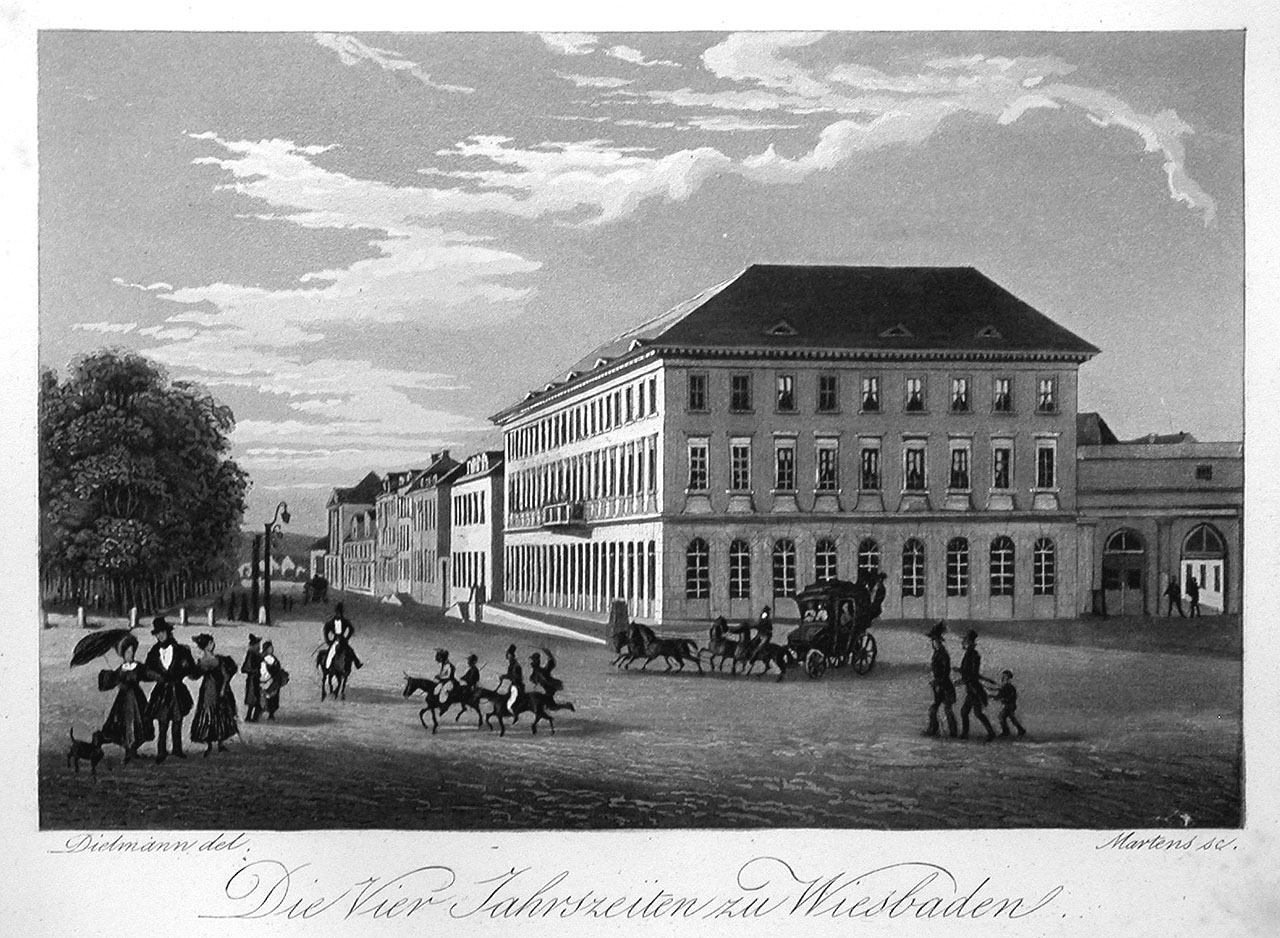
Das im Zweiten Weltkrieg zerstörte Hotel und Badehaus Vier Jahreszeiten in Wiesbaden (fertiggestellt 1821)

## Politik
Von Hause aus wurde Zais liberal erzogen. Seine Mutter mahnte ihn, da er sich der Burschenschaft anschloss: „Ich habe immer ein bißchen Sorge wegen Eurer sog. Burschenschaften, nimm Dich nur dieser Geschichten nichts an, daß ich kein Unglück erleben muß.“
Von 1843 bis 1844 warb er für die Ideen des Verschönerungsvereins und veröffentlichte Patriotische Wünsche eines Wiesbadeners für das gedeihen und Fortblühen dieses Kurorts, außerdem legte er den Plan zu einer zusammenhängenden Anlage von Wiesbadens Umgebungen vor. Im Vormärz gehörte er dem Weidig-Kreis an. In diesen Jahren hat sich das Hotel „Vier Jahreszeiten“ als zentraler Treffpunkt der Liberalen entwickelt. Dort wurden auch die Neun Forderungen der Nassauer beschlossen und am nächsten Tag von August Hergenhahn von den Stufen des Theaters verkündet. Er machte sich Gedanken über „das Grundgesetz der Deutschen Nation“. Er forderte die Zugrundelegung von vier politischen Grundsätzen: Volkssouveränität, Freiheit und Gleichheit, Gewaltenteilung, Bundesstaatlichkeit. Er sagte ausdrücklich: „Wir halten die Stellung eines deutschen Kaisers bei der vorherrschenden demokratischen Tendenz unserer Zeit nicht für haltbar … Ein Kaiserthum würde in unaufhörliche Conflikte mit diesem Volksgeist gerathen.“ Mit dieser Aussage hatte er sich „weit aus dem Fenster gelehnt“, denn noch hatte der Adel das Sagen und dieser verkehrte auch noch in seinem Hotel. Die Folge war die Entlassung aus dem Staatsdienst ohne Pensionsanspruch. Wegen seiner politischen Einstellung wurde er auch von Karl Marx angefeindet.
Zais war ein führender Liberaler Wiesbadens. Er war Autor einer Reihe von politischen Schriften. Von 1846 bis 1848 war er (für die Gruppe der Grundbesitzer im Wahlkreis Wiesbaden gewählt) Mitglied der Landesdeputiertenversammlung, der zweiten Kammer der Landstände (Landtag) des Herzogtums Nassau. Von 1858 bis 1860 war er für den Wahlkreis XXII (Stadt Wiesbaden) Mitglied der Zweiten Kammer der nassauischen Stände. Er war 1848 Mitglied des Vorparlamentes. Für die Frankfurter Nationalversammlung wurde er nominiert, aber nicht gewählt.
In der Reaktionsära wurde er 1852 als Medizinalrat entlassen und konnte keinen politischen Einfluss mehr ausüben.
Sein aufreibendes Leben meisterte Zais mit Humor. Zu seinen Studienzeiten in Bonn war er vom rheinischen Humor infiziert worden und so wurde er folgerichtig 1833 als Ehrenmitglied der Erleuchteten Monduniversität und der berittenen Akademie der Künste und Wissenschaften oder kurz Dülkener Narrenakademie berufen. Dieser gehörten Honoratioren aus ganz Deutschland an wie Johann Wolfgang von Goethe, Joseph Görres etc. So arbeitete er auch in dem Komitee des in den 1840er Jahren gegründeten Carnevalsvereins Wiesbadens mit, das die „allererste wahrhaftige Narrensitzung“ vorbereitete.
Ein umfassender Nekrolog erschien in der Balneologischen Zeitung.

## Familie
Wilhelm Zais wurde 1798 als Sohn des Architekten Johann Christian Zais (1770–1820) geboren. Seine Mutter war Maria Sybilla Josepha Zais, geborene Schalch (* 3. Mai 1770; † 13. Juni 1844), der Tochter des Oberamtmanns Thaddäus Petrus Julius Schalch, als Kanzleiverwalter tätig bei Franz Ludwig Schenk von Castell, dem Malefizschenken.
Wilhelm Zais heiratete am 18. Oktober 1830 in Gießen Adolphine Barbara Engelbertine Caroline Eleonore Zais, geborene Floret (* August 1806 in Gießen; † 15. Januar 1876 in Wiesbaden), der Tochter des Oberappellationsgerichtsrates und Geheimen Rates Peter Floret.

## Werke
1853 veröffentlichte Zais ein Drama unter dem Titel Der Zauberring.